# Narumonda IV
Narumonda IV is een bestuurslaag in het regentschap Toba Samosir van de provincie Noord-Sumatra, Indonesië. Narumonda IV telt 593 inwoners (volkstelling 2010).